# Jewhen Petruschewytsch

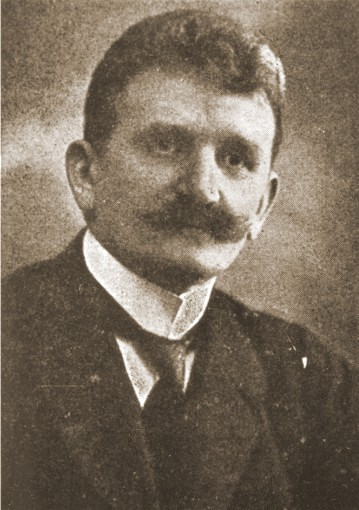
Jewhen Petruschewytsch

Jewhen Omeljanowytsch Petruschewytsch (ukrainisch Євген Омелянович Петрушевич, polnisch Eugeniusz Petruszewycz; * 3. Juni 1863 in Busk, Galizien, heute Ukraine; † 29. August 1940 in Berlin) war ein Rechtsanwalt und ukrainischer Politiker aus Galizien. Er war stellvertretender Vorsitzender der Ukrainischen nationaldemokratischen Partei (UNDP).
1907 bis 1918 war er Abgeordneter des österreichischen Reichsrats, stellvertretender Leiter des ukrainischen Parlamentsklubs und der Ukrainischen Parlamentarischen Repräsentanz in Wien (vereinte alle ukrainischen Mitglieder der beiden Häuser im österreichischen Parlament). 1916 löste er den bisherigen Vorsitzenden Kost Lewyzkyj auf beiden Posten ab. 1910 wurde Jewhen Petruschewytsch auch in den Galizischen Landtag gewählt.
Nach der Auflösung von Österreich-Ungarn wählte ihn am 19. Oktober 1918 die Ukrainische Konstituante in Lemberg zum Vorsitzenden des Ukrainischen Nationalrates, des provisorischen Parlaments der neu gegründeten Westukrainischen Volksrepublik, und demnach zum faktischen Staatsoberhaupt. Nach der Wiedervereinigung mit der Ukrainischen Volksrepublik am 22. Januar 1919 und angesichts der durch die polnische Besatzung verursachten Staatskrise legte der Ukrainische Nationalrat am 9. Juni 1919 die Ämter seines Vorsitzenden und das des Regierungschefs zusammen und Petruschewytsch zum Diktator des Westgebietes der Ukrainischen Volksrepublik gewählt.